# 鈴木明男
鈴木 明男（すずきあきお、愛称：あきおちゃん、1952年6月10日 - ）は、日本のサックスプレイヤー。各著名人のバックバンド、時にはプロデューサーとして日本を拠点とし、日本を代表するサックスプレイヤーの一人。
静岡県出身。血液型はA型。様々なアーティストと共に活動を続け、毎年6月は東京都目黒区にあるブルースアレイ・ジャパンにて自身開催のバースデーLIVEを行っている。

## 人物
静岡県生まれ。
幼少時よりオルガンやギターなどに触れ， 小学校高学年から鼓笛隊で縦笛・小太鼓を演奏。中学のとき吹奏楽部でALTO SAXを始める。高校時代には指揮も経験。
1970年、国立音楽大学入学と同時に上京。在学中から森進一などのツアーで活動する他、都内のJAZZ喫茶などで池田良夫，向井茂春BANDで演奏を始める。
1974年にデビューをした「HERO」「安奈」で人気を誇る日本のロックバンド甲斐よしひろによる「甲斐バンド（かいバンド）」を、サックスでサポートする。
1975年に柳ジョージを中心に結成された、日本のロック及びR&Bバンド。「柳ジョージ&レイニーウッド」のメンバーとして1979年よりサックスを担当。当時のワンカップ大関のCM出演も行う。
1978年に17歳で「オリビアを聴きながら」でデビューを果たした杏里のバンドメンバーとしてサックスを担当し、現在も活動を継続中。
1985年頃には、萩原健一や井上堯之らと共にアンドレ・マルロー・バンドのメンバーとしてサックスを担当し、活動をした。
1995年には、舞台「ハムレット」(主演：麻美れい) の音楽監督を務めた。
1998年より、5オクターヴの音域を持つ、今では日本のみならずアジアを代表する歌手Misiaの1st デビューシングル　「つつみこむように…」から専属サックスプレイヤーとして現在も活動中。Liveでは毎度Misiaからのメンバー紹介にて「明男ちゃーん‼」という呼びかけがあり、Misiaファンからも”あきおちゃん”と呼称されている。
2003年には、かねてよりサポートを続けていた萩原健一の「夜ごと悩ましい海の夜に」(2003年10月29日発売)の作曲も手掛けた。
2008年には、自身初のリーダーアルバム「I'll Miss You」を発表。現在は、ソロ活動の他、エリック宮城EMビッグバンド、柳ジョージの亡き今も、レイニーウッドとしても幅広く活躍を続けている。

## 参加作品
- 1985年 - アンドレ・マルロー・バンドを従えた、よみうりランドEASTでのLIVEを収録。
- 1990年 - ドラマ「世にも奇妙な物語」（フジテレビ） サックスを担当。（音楽：本間勇輔）
- 1993年 - アニメ「ジャングルの王者ターちゃん」挿入歌 サックスを担当。
- 1994年
  - 「古畑任三郎 サウンドトラック」 サックスを担当。（音楽：本間勇輔）
  - 織田裕二 9枚目のシングル「OVER THE TROUBLE」（ドラマ「お金がない!（フジテレビ）主題歌） サックスを担当。
- 1997年 - 『日本テレビ系水曜ドラマ 恋のバカンス オリジナル・サウンドトラック』収録曲「WITH YOU (LOVE MIX)」サックスを担当。（音楽：岩代太郎）
- 2000年 - SMAPの32枚目のシングル「らいおんハート」のカップリング曲「オレンジ」のサックスを担当。
- 2004年 - ジャズシンガーとしてアルバム「Coco d'Or (アルバム)」をリリースしたSPEEDのhiroのプロデュースとサックスを担当。hiro初の試みとなるこの新たなデビューは、JAZZ界のファンにも一定の評価[5]を得ている。プロモーションビデオ[6]にも出演。
- 2005年 - テレビドラマ「野ブタ。をプロデュース」（日本テレビ系）で共演した亀梨和也 (KAT-TUN) と山下智久 (当時NEWS) による期間限定ユニット・修二と彰の最初のシングル「青春アミーゴ」のサックスを担当。
- 2006年 - NEWSの5枚目のシングル『サヤエンドウ/裸足のシンデレラボーイ』（2006年3月15日発売）のサヤエンドウのサックスを担当。
- 2015年 - 『萩原健一 '85 ANDREE MARLRAU LIVE』[7]アンドレ・マルロー・バンドのメンバーとして参加。(2015年05月13日発売)

## 代表作品
- 1983年 - 杏里による13枚目のシングル「CAT'S EYE」(1983年8月5日発売)LIVE映像参照[8]
- 1983年 - 杏里による14枚目のシングル「悲しみがとまらない」(1983年11月5日発売)LIVE映像参照[9]
- 1998年 - Misiaによるデビューシングル「つつみ込むように…」(1998年2月21日発売) LIVE映像参照[10]
- 2000年 - MISIAによる7枚目のシングル「Everything」(2000年10月25日発売) ※フルート演奏
- 2013年 - MISIAによる29枚目のシングル「幸せをフォーエバー」(2013年9月4日発売)※フルート演奏 LIVE映像参照[11]
- 2018年 - MISIAによる35作目のシングル「アイノカタチ」(2018年8月22日発売)※フルート演奏 LIVE映像参照[12]。

## 関わってきた主なアーティスト
萩原健一、沢田研二、井上堯之、柳ジョージ、甲斐よしひろ、南佳孝、河合奈保子、西城秀樹、杏里、松田聖子、森公美子、知念里奈、柳葉敏郎、高橋まりこ、西田ひかる、広瀬香美、Carlos J.Saldana、Folder、Hiro(元SPEED)、エリック宮城、MISIA、他多数。

## 出演
- 1980年 - ワンカップ大関のCM出演[2]
- 2005年 - 「柳ジョージ&レイニーウッド 24年目の祭り」[13](2005年4月23日横浜・神奈川県民ホール)
- 2011年 - 佐藤製薬 リングルアイビー CM[14]出演
- 2018年
  - 日本レコード大賞 最優秀歌唱賞を受賞したMISIAと共にサックスで出演
  - A-Studio 水曜日のカンパネラのサックスで出演
  - 題名のない音楽会 エリック宮城EMとしてサックスで出演
  - 第69回NHK紅白歌合戦 MISIAとサックスで出演。
    - 「アイのカタチ」はフルートを演奏、「つつみ込むように…」ではお馴染みのサックスを披露。
- 2022年 - TOKYO MUSIC SHOW（INTER FM）のラジオ出演
- 2023年
  - ミュージックステーション  杏里のバックバンドとしてサックスを演奏
  - ベストアーティスト MISIAのバックでサックスを演奏。北海道真駒内にてLIVEからの生配信で出演。
  - 発表！今年イチバン聴いた歌 年間ミュージックアワード2023 MISIAのバックで出演
  - 第74回NHK紅白歌合戦 紅組のオオトリとなったMISIAとサックスで出演